# Michael di Kent
Il principe Michael di Kent (Iver, 4 luglio 1942) è un membro della famiglia reale britannica, in quanto figlio di George, duca di Kent e di Marina di Grecia e quindi nipote di re Giorgio V del Regno Unito.
È cugino di primo grado della regina Elisabetta II. I genitori hanno scelto per lui il nome Michael in onore di Michele II di Russia, fratello dello zar Nicola II di Russia, cugino del nonno Giorgio V. Michael è sposato con la baronessa Marie Christine von Reibnitz e ha due figli, Lord Frederick Windsor e Lady Gabriella Windsor. È 53º in linea di successione al trono del Regno Unito.

## Biografia

### I primi anni
Il principe Michael di Kent nacque il 4 luglio 1942 a Coppins, Iver, Buckinghamshire. Suo padre era il principe Giorgio, duca di Kent, figlio quartogenito di Giorgio V del Regno Unito e di Mary di Teck, il quale rimase ucciso nella caduta dell'aereo sul quale si trovava presso Caithness, in Scozia, il 25 agosto 1942, solo sei settimane dopo la nascita di Michael. Al tempo della sua nascita egli era il sesto in linea di successione al trono britannico.
Sua madre era la principessa Marina di Grecia, figlia del principe Nicola di Grecia e della granduchessa Elena Vladimirovna Romanova. Dalla nascita Michael ottenne il titolo di Altezza Reale, in quanto nipote del monarca britannico.
Venne battezzato il 4 agosto 1942; suoi padrini furono Franklin Delano Roosevelt, presidente degli Stati Uniti d'America, re Haakon VII di Norvegia, la regina Guglielmina dei Paesi Bassi, la principessa Patricia di Connaught, la principessa Vittoria d'Assia e del Reno, la principessa Federica di Hannover e il principe Enrico, duca di Glouchester.
All'età di 5 anni fu paggio al matrimonio di sua cugina, l'allora principessa Elisabetta, col principe Filippo.

### Educazione e servizio militare
Educato alla Sunningdale School e al College di Eton, il principe Michael entrò successivamente nella Royal Military Academy di Sandhurst nel gennaio del 1961, venendo assegnato all'11º reggimento di ussari nel 1963. Prestò servizio in Germania, Hong Kong e Cipro, dove in particolare il suo squadrone venne inquadrato nelle forze dell'ONU per la pacificazione dal 1971. Si ritirò dal servizio attivo nell'esercito solo nel 1981, con il grado di maggiore.
Nel 1994 divenne commodoro onorario della Royal Naval Reserve e nel 2002 divenne Air Commodore della RAF Benson. Inoltre il principe Michael è presidente della SSAFA (Soldiers', Sailors' & Airmen's Families' Association) Forces Help e del Royal Patriotic Fund. Ricopre anche l'incarico di colonnello in capo dell'Essex and Kent Scottish Regiment in Canada.

### Incarichi di corte
Come terzo figlio del figlio quartogenito del re Giorgio V, il principe Michael non gode di ruoli particolari all'interno della corte, limitandosi a ruoli di rappresentanza nel Commonwealth. Ha rappresentato la regina d'Inghilterra a funerali di stato in India, Cipro e Swaziland e, con la moglie, ha rappresentato la regina alle celebrazioni per l'indipendenza del Belize e all'incoronazione del re Mswati III dello Swaziland.
Il principe Michael è inoltre patrono di un gran numero di istituti di carità, tra i quali il più importante è indubbiamente la Royal Life Saving Society.
Tra i suoi patronati si includono:
- Chartered Institute of Linguists
- Society of Genealogists
- Harefield Research Foundation,
- Children's Fire and Burns Trust,
- First Gear
- World Monuments Fund (UK).
- SSAFA Forces Help,
- National Eye Research Centre
- RAC Foundation,
- The Kennel Club
- The Global Road Safety Commission[4]
- RoadSafe[5]
- Battersea Dogs and Cats Home
- Brooklands Museum
- British Business & General Aviation Association (BBGA)
- Notchlezhka
- Institute of Certified Bookkeepers[6]
- London School of Business and Finance
- Official Visitor to Colfe's School London
- Honorary Admiral of the Association of Dunkirk Little Ships[7]

### I rapporti con la Russia

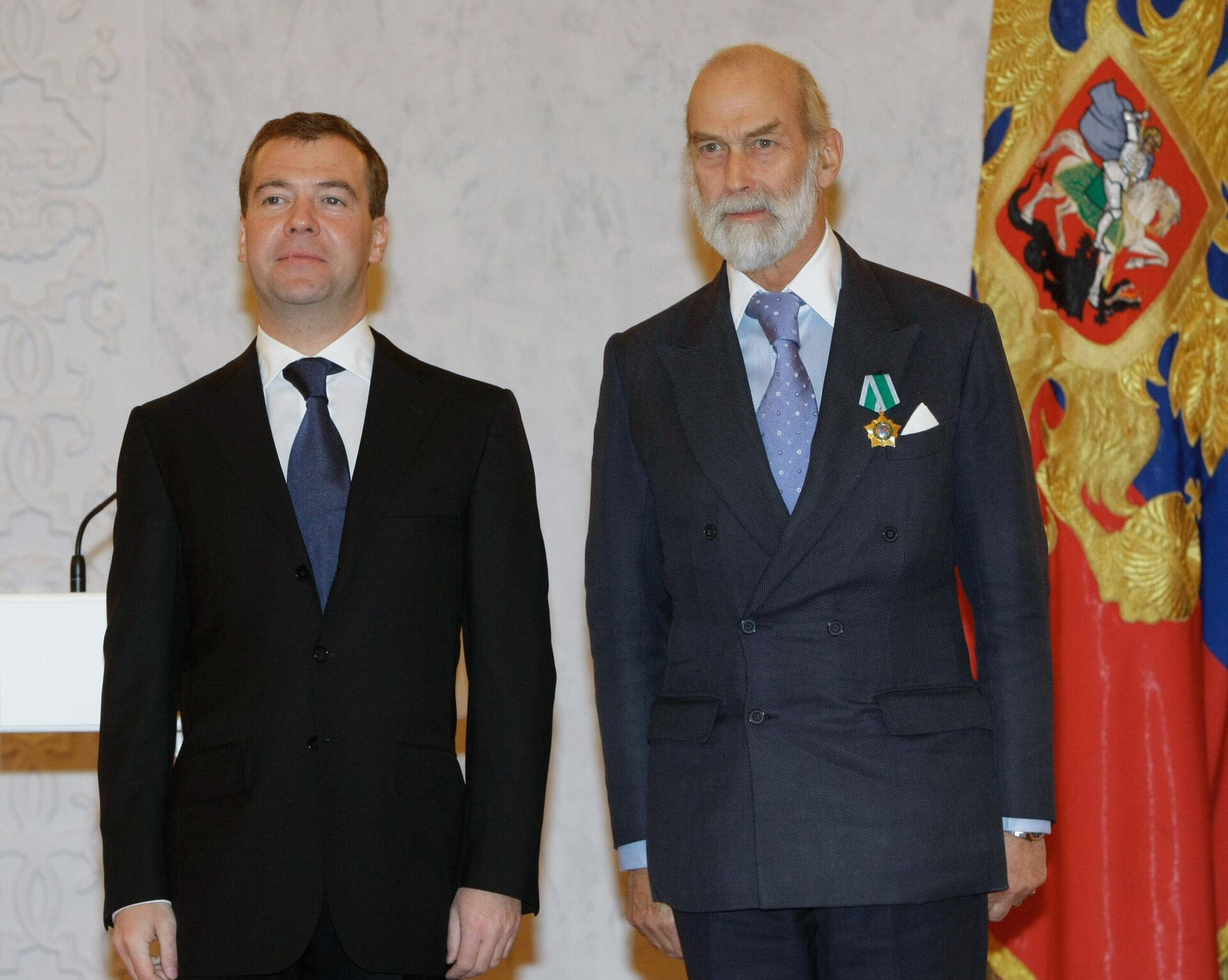
Il principe Michael alla cerimonia di consegna dell'Ordine dell'Amicizia, conferitogli al Cremlino dal presidente russo Dmitrij Medvedev nel 2009

Il principe Michael ha da sempre dimostrato un forte interesse per la cultura della Russia, in particolare per una sua certa somiglianza con lo zar Nicola II di Russia, il quale è stato del resto cugino di primo grado di tre dei suoi nonni. Quando i resti mortali della famiglia imperiale russa (ritrovati dopo oltre ottant'anni di ricerche) vennero risepolti con tutti gli onori nella cappella del palazzo imperiale, il principe Michael presenziò alla cerimonia in qualità di rappresentante del Regno Unito. Nella novella "Icon" addirittura lo scrittore Frederick Forsyth immagina la restaurazione della monarchia in Russia con a capo Michael come zar. Il principe Michael è stato anche nominato membro onorario della Romanov Family Association.
Data la sua parziale ascendenza russa, egli è riconosciuto oggi anche come un ottimo interprete di lingua russa.

### Massoneria
Massone, è Gran Maestro della Gran Loggia provinciale del Middlesex, appartenente alla Gran Loggia Unita d'Inghilterra, nonché Gran Maestro della Gran Loggia dei Maestri Massoni del Marchio.

## Matrimonio e figli

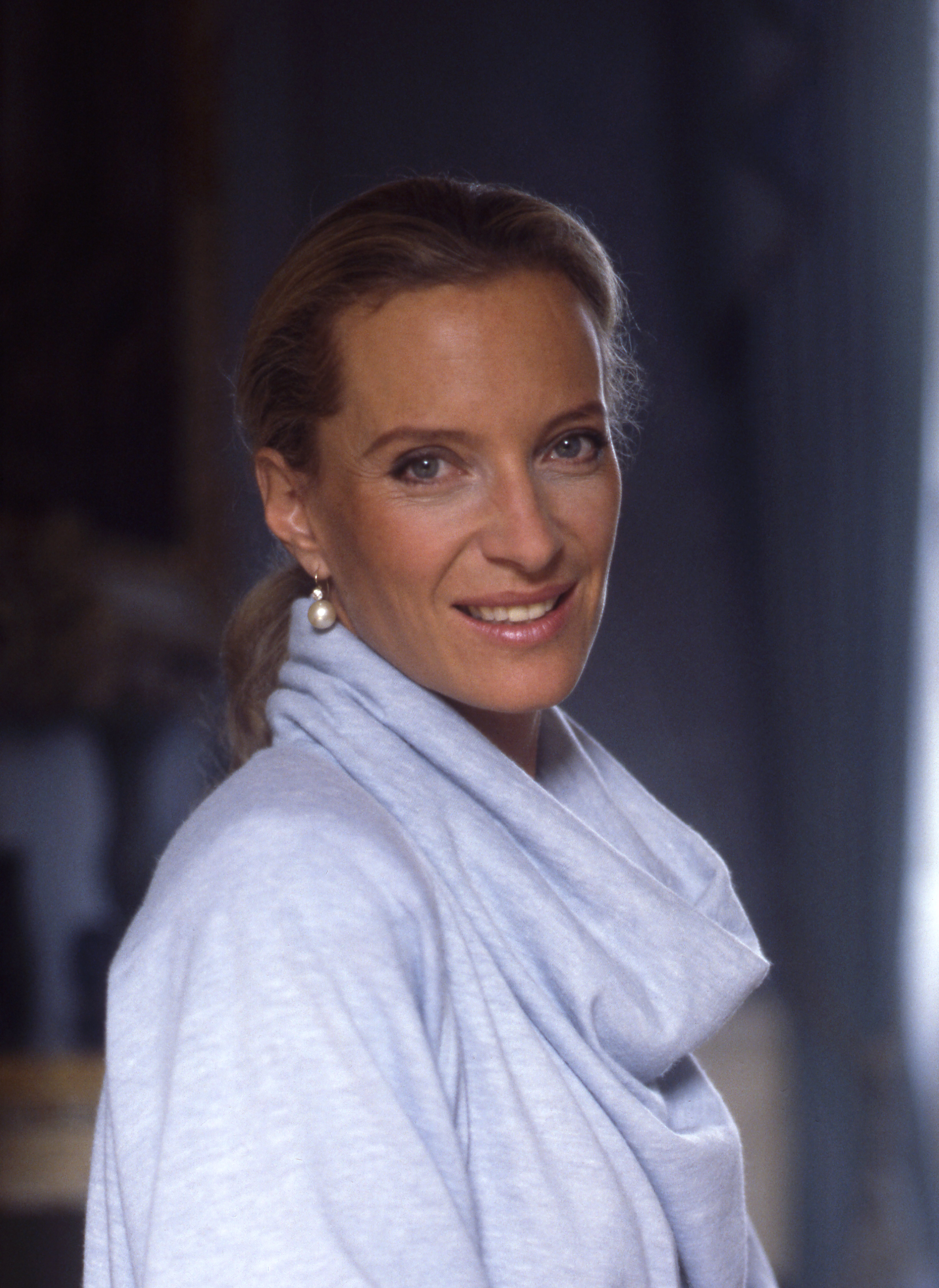
La baronessa Marie-Christine von Reibnitz, moglie del principe Michael.

Il 30 giugno 1978 il principe Michael sposò con cerimonia civile al municipio di Vienna in Austria la baronessa Marie Christine von Reibnitz, unica figlia del nobiluomo tedesco barone Gunther Hubertus von Reibnitz e di sua moglie, l'ungherese Maria Anna Carolina Franziska Walpurga Bernadette, contessa Szapáry de Muraszombath, Széchysziget et Szapár.
Il matrimonio venne fortemente avversato in quanto non solo la baronessa era di religione cattolica romana ma era anche divorziata. Precedentemente ella era stata sposata col banchiere Thomas Troubridge dal quale si era separata nel 1973 e aveva divorziato definitivamente nel 1977, venendo il suo matrimonio dichiarato nullo dalla chiesa cattolica l'anno successivo, due mesi prima del suo matrimonio col principe Michael. Per via dell'Act of Settlement del 1701 che non consente matrimoni di un erede al trono con persone di religione cattolica, il principe Michael ha rinunciato da allora ufficialmente alla successione al trono britannico preferendo sposare la baronessa. Il 26 marzo 2015 però ha riguadagnato i suoi diritti per via del Succession to the Crown Act 2013.
La coppia ha due figli, entrambi ammessi alla linea di successione al trono in quanto cresciuti secondo la fede anglicana:
- Lord Frederick Michael George David Louis Windsor, nato il 6 aprile 1979; il 12 settembre 2009 ha sposato Sophie Winkleman, dalla quale ha avuto due figlie: Maud Elizabeth Daphne Marina, nata il 15 agosto 2013 a Los Angeles, ed Isabella Alexandra May, nata il 16 Gennaio 2016 a Londra;
- Lady Gabriella Marina Alexandra Ophelia Windsor, nata il 23 aprile 1981; il 18 maggio 2019 ha sposato Thomas Kingston (morto il 25 febbraio 2024).

## Onorificenze

Lo stendardo personale del principe Michael di Kent.

Il monogramma personale del principe Michael di Kent.

## Ascendenza
|                             |                     |                                | Genitori                                      |  |  | Nonni |  |  | Bisnonni                    |  |  | Trisnonni                         |  |
|                             |                     |                                |                                               |  |  |       |  |  | Edoardo VII del Regno Unito |  |  | Alberto di Sassonia-Coburgo-Gotha |  |
|                             |                     |                                |                                               |  |  |       |  |  | Edoardo VII del Regno Unito |  |  | Alberto di Sassonia-Coburgo-Gotha |  |
|                             |                     | Vittoria del Regno Unito       |                                               |  |  |       |  |  | Edoardo VII del Regno Unito |  |  |                                   |  |
| Giorgio V del Regno Unito   |                     |                                |                                               |  |  |       |  |  | Edoardo VII del Regno Unito |  |  |                                   |  |
|                             |                     | Alessandra di Danimarca        | Cristiano IX di Danimarca                     |  |  |       |  |  |                             |  |  |                                   |  |
|                             |                     | Alessandra di Danimarca        | Cristiano IX di Danimarca                     |  |  |       |  |  |                             |  |  |                                   |  |
|                             |                     | Alessandra di Danimarca        | Luisa d'Assia-Kassel                          |  |  |       |  |  |                             |  |  |                                   |  |
| Giorgio, duca di Kent       |                     | Alessandra di Danimarca        |                                               |  |  |       |  |  |                             |  |  |                                   |  |
|                             |                     | Francesco di Teck              | Alessandro di Württemberg                     |  |  |       |  |  |                             |  |  |                                   |  |
|                             |                     | Francesco di Teck              | Alessandro di Württemberg                     |  |  |       |  |  |                             |  |  |                                   |  |
|                             |                     | Francesco di Teck              | Claudine Rhédey von Kis-Rhéde                 |  |  |       |  |  |                             |  |  |                                   |  |
| Maria di Teck               |                     | Francesco di Teck              |                                               |  |  |       |  |  |                             |  |  |                                   |  |
|                             |                     | Maria Adelaide di Hannover     | Adolfo di Hannover                            |  |  |       |  |  |                             |  |  |                                   |  |
|                             |                     | Maria Adelaide di Hannover     | Adolfo di Hannover                            |  |  |       |  |  |                             |  |  |                                   |  |
|                             |                     | Maria Adelaide di Hannover     | Augusta d'Assia-Kassell                       |  |  |       |  |  |                             |  |  |                                   |  |
| Michael di Kent             |                     | Maria Adelaide di Hannover     |                                               |  |  |       |  |  |                             |  |  |                                   |  |
|                             | Giorgio I di Grecia | Cristiano IX di Danimarca      |                                               |  |  |       |  |  |                             |  |  |                                   |  |
|                             | Giorgio I di Grecia | Cristiano IX di Danimarca      |                                               |  |  |       |  |  |                             |  |  |                                   |  |
|                             | Giorgio I di Grecia | Luisa d'Assia-Kassel           |                                               |  |  |       |  |  |                             |  |  |                                   |  |
| Nicola di Grecia            | Giorgio I di Grecia |                                |                                               |  |  |       |  |  |                             |  |  |                                   |  |
|                             |                     | Ol'ga Konstantinovna Romanova  | Konstantin Nikolaevič Romanov                 |  |  |       |  |  |                             |  |  |                                   |  |
|                             |                     | Ol'ga Konstantinovna Romanova  | Konstantin Nikolaevič Romanov                 |  |  |       |  |  |                             |  |  |                                   |  |
|                             |                     | Ol'ga Konstantinovna Romanova  | Alessandra di Sassonia-Altenburg              |  |  |       |  |  |                             |  |  |                                   |  |
| Marina di Grecia            |                     | Ol'ga Konstantinovna Romanova  |                                               |  |  |       |  |  |                             |  |  |                                   |  |
|                             |                     | Vladimir Aleksandrovič Romanov | Alessandro II di Russia                       |  |  |       |  |  |                             |  |  |                                   |  |
|                             |                     | Vladimir Aleksandrovič Romanov | Alessandro II di Russia                       |  |  |       |  |  |                             |  |  |                                   |  |
|                             |                     | Vladimir Aleksandrovič Romanov | Maria Aleksandrovna                           |  |  |       |  |  |                             |  |  |                                   |  |
| Elena Vladimirovna Romanova |                     | Vladimir Aleksandrovič Romanov |                                               |  |  |       |  |  |                             |  |  |                                   |  |
|                             |                     | Maria di Meclemburgo-Schwerin  | Federico Francesco II di Meclemburgo-Schwerin |  |  |       |  |  |                             |  |  |                                   |  |
|                             |                     | Maria di Meclemburgo-Schwerin  | Federico Francesco II di Meclemburgo-Schwerin |  |  |       |  |  |                             |  |  |                                   |  |
|                             |                     | Maria di Meclemburgo-Schwerin  | Augusta di Reuss-Köstritz                     |  |  |       |  |  |                             |  |  |                                   |  |
|                             |                     | Maria di Meclemburgo-Schwerin  |                                               |  |  |       |  |  |                             |  |  |                                   |  |